# 関東裸会
関東裸会（かんとうはだかかい）はテレビ番組「とんねるずのみなさんのおかげでした」で行われたコント及びそれから発生した音楽ユニットである。
同番組から生まれたユニット「野猿」の撤収発表後に結成するも、フェードアウトする形で幕を閉めた。

## メンバー
- 橋貴（バシタカ）

名前の由来は、橋英（バシヒデ）役の高橋英樹とのコントで使用した名前から。とんねるずの石橋貴明とは一応別人という設定である。
- 次元（ジゲン）

本名：横尾 隆。ミュージシャンのマネジメント会社の社員。野猿に関わりがあったことから参加していた。挿入歌を担当したドラマ｢レッツ・ゴー!永田町｣では、猿渡議員役で出演（第7話のみ）。｢ルパン三世｣の次元のようなヒゲが特徴的。

### 1stシングル時メンバー
- 鮒（フナ）

本名：石森 洋。エイベックス・エンタテインメント 第4制作部長（2009年4月時点）を経て、2012年にゴールデンボンバーの所属事務所であるユークリッド・エージェンシーに移り副社長となる。当時の野猿担当ディレクター。後にDA PUMPなどを担当した。名前の由来は、外見が泥臭い感じから。松村匠が命名した。2ndシングルでは、コーラスで参加。勇ましい胸毛が特徴的。

### 2ndシングル時メンバー
- Boyer（ボイヤー）

本名：山沢 大洋。当時のWill Call担当ディレクター。BMG所属。名前の由来は、元・大洋ホエールズのボイヤー選手から。体重が100kg近くもある巨漢。

## ディスコグラフィー
全て「関東裸会 三羽烏」名義

### シングル
- 関東裸会の唄（2001年3月14日）

フジテレビ系｢とんねるずのみなさんのおかげでした｣内｢関東裸会｣テーマソング
- 答〜answer is my life〜（2001年11月21日）

日本テレビ系ドラマ「レッツ・ゴー!永田町」挿入歌

## その他
元は野猿時代に作って発表されなかった曲に、後藤次利が「作りすぎた曲に歌詞をつけてみない？」と石橋に持ちかけたことから生まれたユニットである。

## 主なテレビ番組出演
- とんねるずのみなさんのおかげでした（フジテレビ系）
- THE夜もヒッパレ（2001年3月10日、日本テレビ系）
- うたばん（2001年3月15日・11月29日、TBS系）
- ミュージックステーション（2001年11月30日、テレビ朝日系）

## 雑誌
- SPA!（2001年3月14日、扶桑社）